# Parafia Ewangelicko-Prezbiteriańska Chrystusa Zbawiciela w Krakowie
Parafia Ewangelicko-Prezbiteriańska Chrystusa Zbawiciela w Krakowie – parafia Ewangelicko-Prezbiteriańska działająca w Krakowie.

## Opis
Parafia Ewangelicko-Prezbiteriańska Chrystusa Zbawiciela jest protestancką wspólnotą chrześcijańską. Nabożeństwa odbywają przy ul. Smolki 8 o godz. 11.00. Przy tej samej ulicy zlokalizowana jest również Kancelaria parafialna wraz z biblioteką..
Od roku 2016 przy parafii działa wydawnictwo „MW”.

## Historia
Prezbiteriański Kościół Chrystusa Zbawiciela w Krakowie rozpoczął swoją działalność w roku 2015. Pierwsze nabożeństwo inauguracyjne odbyło się w czerwcu w Rynku Podgórskim, a już od października odprawiane były regularne nabożeństwa niedzielne. Placówka została powołana przez prezbiteriańską parafię św. Trójcy we Lwowie, należącą do Ukraińskiego Kościoła Ewangelicko-Prezbiteriańskiego. Prawie od początku funkcjonowania parafii aż do listopada 2019 roku nabożeństwa odbywały się w kaplicy na ul. Długiej 3 w Krakowie, w kaplicy parafii Ewangelicko-Metodystycznej w Krakowie. 
Od listopada 2019 roku, kancelaria parafialna, biblioteka oraz siedziba wydawnictwa znajdują się na ul. Smolki 8.